# باشگاه فوتبال ویرتوس فرانچاویلا
باشگاه فوتبال ویرتوس فرانچاویلا (انگلیسی: Virtus Francavilla Calcio) یک باشگاه فوتبال مستقر در فرانچاویلا فونتانا، ایتالیا است که در حال حاضر در سری دی ایتالیا، بالاترین سطح لیگ آماتوری و چهارمین سطح لیگ فوتبال در این کشور به فعالیت می‌پردازد.
آن‌ها بازی‌های خانگی خود را در ورزشگاه جیووانی پائولو دوم، مستقر در فرانچاویلا فونتانا انجام می‌دهند که به اندازه ۲۱۳۷ صندلی گنجایش پذیرش تماشاگر دارد.

## تاریخچه
باشگاه ورزشی دِیلتانتیسکا ویرتوس فرانچاویلا کالچو در سال ۲۰۱۴ از ادغام دو باشگاه فوتبال شهر، جی‌اس‌دی ویرتوس فرانچاویلا (که در سال ۲۰۱۱ تأسیس شده و به شدت مورد حمایت رئیس آن آنتونیو ماگری بود) و ای‌اس‌دی فرانچاویلا کالچو (باشگاه تاریخی تأسیس شده در سال ۱۹۴۶) شکل گرفت، که هر دو در فصل ۲۰۱۳–۲۰۱۴ در لیگ اچلنتسا پولیا بازی می‌کردند.
فرانچاویلا کالچو به مدت ۴۰ سال در لیگ‌های سطح منطقه‌ای بازی کرد تا اینکه در سال ۱۹۸۶، تحت ریاست جوزپه روگیرو، به لیگ کمپیوناتو اینتررگیوناله صعود کرد. این باشگاه در سال ۱۹۹۱ به دسته پایین‌تر سقوط کرد و چهار فصل را در اچلنتسا گذراند، سپس به پروموزیونه سقوط کرد تا اینکه در سال ۱۹۹۶ از ثبت نام بازماند و در نهایت ورشکست شد.
پس از تشکیل مجدد باشگاه، تحت هدایت رئیس دومنیکو دیستانته، تیم موفق شد تا به بالاترین سطح دِیلتانتیسکی با صعود به سری دی در سال ۲۰۰۸ برگردد. پس از دو فصل، به اچلنتسا سقوط کرد، اما توانست با بازگشت مجدد یک فصل دیگر در سری دی بازی کند و سپس سال بعد دوباره سقوط کرد. در پایان فصل ۲۰۱۱–۲۰۱۲، فرانچاویلا کالچو به پروموزیونه سقوط کرد و به ویرتوس فرانچاویلا تازه‌صعود کرده پیوست. در پایان فصل ۲۰۱۲–۲۰۱۳، هر دو تیم فرانچاویلا به دلیل تکمیل ترکیب فهرست تیم‌های شرکت کننده به اچلنتسا بازگشتند. در پایان فصل بعد، ادغام بین دو باشگاه محقق شد.
در پایان فصل ۲۰۱۴–۲۰۱۵، ویرتوس فرانچاویلا به سری دی صعود کرد و بدین ترتیب پس از سقوط فرانچاویلا کالچو در پایان فصل ۲۰۱۰–۲۰۱۱ به این لیگ برگشت. در همان فصل، تیم قهرمان کوپا ایتالیا سری دی شد و بدین ترتیب عنوانی ملی کسب کرد.
ویرتوس فرانچاویلا بدین ترتیب یک سه‌گانه تاریخی برای این دسته به دست آورد. در تأیید یک سال عالی، در فصل ۲۰۱۵–۲۰۱۶، با قرار گرفتن در جایگاه اول در گروه اچ سری دی، ویرتوس فرانچاویلا تحت هدایت آنتونیو کالابرو به لگا پرو صعود کرد و برای اولین بار در تاریخ خود وارد فوتبال حرفه‌ای شد. استان بریندیزی بدین ترتیب در این رده دارای نماینده شد در حالی که بیش از بیست و پنج سال پس از آخرین حضور باشگاه فوتبال بریندیزی در سطح سوم ملی گذشته بود.
در فصل ۲۰۱۶–۲۰۱۷، ویرتوس فرانچاویلا لیگ پرو گروه سی را در جایگاه پنجم به پایان رساند و بنابراین حق شرکت در مرحله اول پلی‌آف را کسب کرد، جایی که به مرحله یک‌هشتم نهایی رسید. پس از تعویض مربی و روی کار آمدن گائتانو داگوستینو، در فصل ۲۰۱۷–۲۰۱۸ تیم برای دومین سال متوالی به پلی‌آف برای صعود به سری بی راه یافت و لیگ را در جایگاه نهم به پایان رساند. سپس جایگاه ششم در ۲۰۱۸–۲۰۱۹ و یک حضور جدید در پلی‌آف برای صعود به دسته دوم و جایگاه نهم در ۲۰۱۹–۲۰۲۰ که حق حضور مجدد در پلی‌آف را به همراه داشت، دنبال شد. در فصل ۲۰۲۰–۲۰۲۱ تنها جایگاه پانزدهم را کسب کرد که به هر حال به او اجازه ماندگاری در همان سطح را داد. در فصل ۲۰۲۱–۲۰۲۲، تیم تحت هدایت روبرتو تائورینو، بازیکن سابق همین باشگاه و عنصر کلیدی در ترکیب تاریخی سه‌گانه فصل ۲۰۱۴–۲۰۱۵، به یک فصل عالی پرداخته و نتایج خوبی کسب کرد (از جمله پیروزی در خانه مقابل باشگاه فوتبال باری با نتیجه ۳–۰ که یک پیروزی درخشان است) که به باشگاه بریندینی اجازه داد تا فصل را در جایگاه ششم گروه به پایان برساند و در پلی‌آف شرکت کند (اما در مرحله دوم حذف شد). در پایان فصل تائورینو باشگاه را ترک می‌کند و آنتونیو کالابرو برای رهبری بیانکازوری که تیم را به یک ماندگاری بدون دغدغه در لیگ، یک امتیاز از پلی آف و در سال بعد به یک ماندگاری دیگر هدایت می‌کند، فراخوانده شد.